# ژنراتور سنکرون
ژنراتور سَنکرون یا مولد هم‌زمان (Synchronous Generator)، ماشین جریان متناوب (AC) است که برای تبدیل انرژی مکانیکی به انرژی الکتریکی (برق سه‌فاز) به کار می‌رود.
در مولد سنکرون، جریان مستقیم (DC) به سیم‌پیچ روتور اعمال می‌شود که میدان مغناطیسی روتور را تولید می‌کند. روتور توسط یک محرک خارجی مانند توربین بخار به گردش درمی‌آید. به این ترتیب یک میدان مغناطیسی دوّار درون ماشین ایجاد می‌شود. این میدان دوار در سیم‌پیچ‌های استاتور (به ازای هر فاز، حداقل یک سیم‌پیچ)، ولتاژ القاء می‌کند. ولتاژ القاء شده، سه‌فاز است.
از آنجایی‌که فرکانس برق تولید شده این ژنراتور با سرعت چرخش روتور تناسبِ مستقیم دارد، به این ژنراتور، سنکرون می‌گویند.

### برد سنکرون پارالل دیزل ژنراتور
اصطلاح سنکرون و پارالل کردن به معنای موازی سازی است.
در واقع پارالل سنکرون دیزل ژنراتور با هم به این معنی است که دو یا چند دیزل ژنراتور در کنار هم به‌صورت موازی می‌توانند همزمان کار کنند و مجموع توان خروجی آنها وارد مدار شود.
برای مدیریت این فرایند باید از کنترلرهایی استفاده کرد که به آنها برد کنترلی سنکرون پارالل می‌گویند.
این کار برای صرفه جویی و کاهش در هزینه‌های خرید و سرویس دیزل ژنراتور، کاهش مصرف سوخت، افزایش توان خروجی مورد نیاز و … می‌باشد.

## ساختمان روتور
قطب‌های مغناطیسی روتور می‌توانند برجسته یا صاف باشند. قطب برجسته نسبت به سطح روتور برآمدگی دارد و قطب صاف با روتور هم‌سطح است. روتورهای قطب‌صاف معمولاً برای ماشین‌های دو یا چهار قطبی و روتورهای قطب‌برجسته برای ماشین‌های چهار قطبی یا بیشتر به کار می‌روند.
چون روتور در معرض میدان‌های مغناطیسی متغیر قرار دارد، آن را لایه‌لایه می‌سازند تا تلفات جریان گردابی کاهش یابد.

### انتقال توان روتور
فراهم کردن جریان DC برای روتور چندین روش دارد که به دو روش آن اشاره می‌گردد.
1. با استفاده از حلقه‌های لغزان و جاروبک‌ها
2. با استفاده از یک منبع DC خاص که مستقیماً بر روی محور مولد نصب شده‌اند.

در مولدهای سنکرون، طبق تعریف، فرکانس الکتریکی تولید شده با سرعت چرخش ژنراتور متناسب است. میدان مغناطیسی روتور همراه با چرخش روتور می‌چرخد. بین سرعت چرخش میدان مغناطیس ماشین ({\displaystyle n_{m}}) و فرکانس الکتریکی استاتور ({\displaystyle f_{e}}) رابطه زیر وجود دارد (p تعداد قطب‌ها است):
{\displaystyle f_{e}={\frac {{nm}\,{p}}{120}}}
ولتاژ القا شدهٔ یک فاز نیز از رابطهٔ زیر به دست می‌آید:
{\displaystyle E_{A}={\sqrt {2}}\,{\pi }\,{N_{e}}\,{\phi }\,{f}}
این ولتاژ به شار ماشین ({\displaystyle \phi })، فرکانس یا سرعت چرخش ({\displaystyle f}) و ساختمان ماشین بستگی دارد. ولتاژ {\displaystyle E_{A}}، ولتاژ تولید شده در یک فاز مولد سنکرون است اما ولتاژی نیست که معمولاً در پایانه‌های مولد ظاهر می‌شود. در حقیقت تنها زمانی ولتاژ داخلی ({\displaystyle E_{A}})، برابر با ولتاژ خروجی یک فاز ({\displaystyle V_{\varphi }}) است که جریانی از آرمیچر ماشین نگذرد. تفاوت بین ({\displaystyle E_{A}}) و ({\displaystyle V_{\varphi }}) در اثر چند عامل است:
1. اعوجاج شاری که به علت جریان استاتور در میدان مغناطیسی فاصلهٔ هوایی ایجاد شده و عکس‌العمل آرمیچر نامیده می‌شود.
2. خودالقایی سیم‌پیچ‌های آرمیچر
3. مقاومت سیم‌پیچ‌های آرمیچر
4. اثر شکل قطب برجستهٔ روتور (این مورد مربوط به روتور قطب برجسته می‌شود)

عکس العمل آرمیچر موجب تغییر شار در مدار مغناطیسی مولد می‌شود در نتیجه می‌توان برای آن ولتاژی در نظر گرفت (ولتاژ عکس‌العمل آرمیچر) و برای مدل کردن آن از یک القاگر سری با ولتاژ داخلی استفاده کرد: ({\displaystyle X_{a}r})
سیم‌پیچ‌های استاتور نیز یک خودالقایی و یک مقاومت دارند: ({\displaystyle X_{A}}) , ({\displaystyle R_{A}})
معمولاً راکتانس‌های ناشی از عکس‌العمل آرمیچر و خودالقایی ماشین را با هم ترکیب می‌کنند و به صورت راکتانس سنکرون ({\displaystyle X_{s}}) نمایش می‌دهند که در این صورت ولتاژ پایانه را می‌توان به صورت زیر بیان کرد (در ماشین‌های سنکرون واقعی راکتانس سنکرون معمولاً بسیار بزرگ‌تر از مقاومت سیم‌پیچ است):

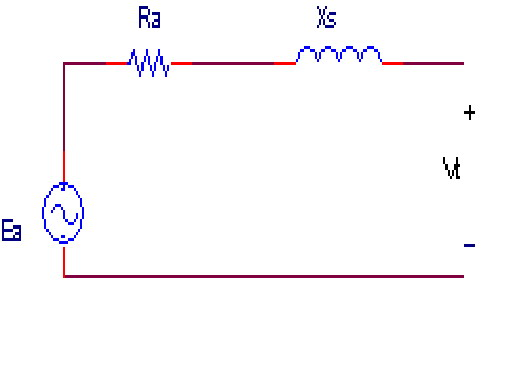
مدار الکتریکی مولد سنکرون

{\displaystyle {V_{\varphi }}={E_{A}}-{j\,X_{S}\,I_{A}}-{R_{A}\,I_{A}}}

## تلفات در مولد سنکرون
مولد سنکرون ماشینی است که توان مکانیکی را به توان الکتریکی سه فاز تبدیل می‌کند. منبع توان مکانیکی روتور می‌تواند یک موتور دیزل، یک توربین بخار، یک توربین آبی یا هر وسیلهٔ مشابه دیگر باشد. این منبع هرچه باشد باید صرف نظر از میزان تقاضای توان، سرعت ثابتی داشته باشد. در غیر این صورت بسامد برق تولید شده، ثابت نخواهد بود.
تمام توان مکانیکی ورودی مولد سنکرون به توان الکتریکی خروجی تبدیل نمی‌شود و اختلاف بین این دو توان تلفات ماشین را نشان می‌دهد. این تلفات را می‌توان به سه قسمت تقسیم کرد:
- تلفات گردشی: چون سرعت ماشین سنکرون ثابت است پس تلفات گردشی مولد سنکرون نیز ثابت است و شامل تلفات نیز زیر می‌شود:[۷] تلفات اصطکاک و تهویه که مربوط به ایجاد تلفات در بلبرینگ‌ها، اصطکاک بر اثر مالش بین قطعات و اصطکاک بین قطعات و هوا می‌شود و تلفات هسته در آرمیچر
- تلفات میدان تحریک DC
- تلفات اتصال کوتاه که شامل:
  - تلفات بار مسی که ناشی از مقاومت آرمیچر است.
  - تلفات سرگردان که دو قسمت دارد:
    - تلفات هستهٔ آهنی ناشی از شار آرمیچر
    - تلفات مس اضافی ناشی از اثر پوستی و جریان‌های گردابی در فرکانس‌های سنکرون

## مدل الکتریکی مولد سنکرون
مدار معادل مولد سنکرون، سه جزء دارد و برای توصیف دقیق رفتار یک مولد سنکرون باید آن‌ها را تعین کرد؛
1. رابطهٔ بین جریان و شار میدان (جریان میدان و {\displaystyle E_{A}})
2. راکتانس سنکرون
3. مقاومت آرمیچر

برای پیدا کردن این کمیت‌ها آزمون‌های مختلف طراحی شده‌اند.

### آزمون مدار باز
اولین گام، آزمون مدار باز بر روی مولد است. برای این آزمایش، مولد در سرعت نامی چرخانده می‌شود، پایانه‌ها به بار اتصال ندارند و جریان میدان برابر صفر قرار داده می‌شود، سپس جریان میدان را با گام‌های تدریجی افزایش می‌دهند و ولتاژ پایانه‌ای را در هر گام انداره می‌گیرند چون پایانه‌ها باز هستند و در نتیجه جریانی از مدار نمی‌گذرد پس ولتاژ پایانه برابر {\displaystyle E_{A}} است و بدین ترتیب می‌توان منحنی {\displaystyle E_{A}} یا {\displaystyle V_{\varphi }} را بر حسب {\displaystyle I_{f}} رسم کرد. این منحنی مشخصهٔ مدار باز مولد (OCC) نام دارد، که از آن می‌توان ولتاژ تولید شدهٔ داخلی را به ازای هر مقدار جریان ساخت. منحنی ابتدا خطی است ولی به ازای مقادیر بزرگ جریان پدیدهٔ اشباع تا حدی مشاهده می‌شود و دلیل این پدیده این است که رلوکتانس آهن اشباع نشده در مولد سنکرون بسیار کوچک‌تر از رلوکتانس فاصلهٔ هوایی است پس در ابتدا تقریباً همهٔ نیروی محرکه مغناطیسی روی فاصلهٔ هوایی قرار دارد و افزایش شار ناشی از آن خطی است، هنگامی که آهن به اشباع می‌رسد، رلوکتانس آن به سرعت افزایش می‌یابد و آهنگ افزایش شار در اثر افزایش نیروی محرکهٔ مغناطیسی کندتر می‌شود. ناحیهٔ خطی مشخصهٔ مدار باز، خط فاصلهٔ هوایی نامیده می‌شود.

### آزمون اتصال کوتاه
برای این آزمون دوباره جریان میدان در صفر تنظیم می‌شود و پایانه‌های مولد توسط مجموعه‌ای از آمپرمترها اتصال کوتاه می‌شوند. سپس جریان آرمیچر {\displaystyle I_{a}} یا جریان خط {\displaystyle I_{L}} همراه با افزایش جریان میدان اندازه‌گیری می‌شود. این منحنی مشخصه اتصال کوتاه (SCC)نام دارد.

### تعیین راکتانس سنکرون
1. ولتاژ تولید شده واقعی {\displaystyle E_{A}} را به ازای جریان میدان از مشخصهٔ مدار باز به دست می‌آوریم.
2. جریان اتصال کوتاه {\displaystyle I_{a}} را به ازای جریان میدان از مشخصهٔ اتصال کوتاه به دست می‌آوریم.
3. با استفاده از معادلهٔ {\displaystyle X_{s}={\frac {E_{A}}{I_{a}}}}، {\displaystyle X_{s}} را به دست می‌آوریم.

در این روش ما {\displaystyle X_{s}>>R_{A}} در نظر می‌گیریم که این قضیه با واقعیت موضوع نیز می‌خواند. اما مشکل اساسی این روش این است که در آن ماشین به ازای جریان‌های بزرگ میدان در اشباع قرار دارد، در حالی که {\displaystyle I_{a}} که از آزمایش اتصال کوتاه به دست می‌آید به ازای تمامی جریان‌های میدان در حالت اشباع نشده قرار دارد؛ بنابراین {\displaystyle E_{A}} گرفته شده از OCC به ازای یک جریان معین میدان، همان {\displaystyle E_{A}} شرایط اتصال کوتاه نیست و این تفاوت موجب می‌شود که مقدار {\displaystyle X_{s}} تنها تقریبی از مقدار واقعی باشد.
با این وجود جواب به دست آمده از این روش تا نقطهٔ اشباع دقیق است، پس راکتانس سنکرون اشباع نشدهٔ ماشین را می‌توان به ازای جریان میدان واقع در ناحیهٔ خطی (خط فاصلهٔ هوایی) منحنی OCC به آسانی به دست آورد. رفتار مولد زیر بار به شدت تابع توان بار و کار کردن آن به تنهایی یا موازی با دیگر مولدهای سنکرون است.

## مشخصه‌های بسامد – توان مولد سنکرون
توان خروجی مولد سنکرون با بسامد آن مرتبط است. مشخصهٔ بسامد – توان نقش مهمی در کار موازی مولدهای سنکرون بازی می‌کند.
رابطهٔ بسامد و توان را می‌توان به‌طور کلی با معادلهٔ زیر بیان کرد:
{\displaystyle P=s_{p}(f_{nl}-k_{sys})}
که در آن:
{\displaystyle P}: توان خروجی مولد
{\displaystyle s_{p}}: شیب منحنی
{\displaystyle f_{nl}}: بسامد بی‌باری
{\displaystyle f_{sys}}: بسامد کار سیستم

## مقادیر نامی مولد سنکرون
مقادیر نامی ماشین سنکرون عبارت‌اند از ولتاژ، بسامد، سرعت، توان ظاهری (کیلو ولت‌آمپر)، ضریب توان، جریان میدان و ضریب سرویس.

### ولتاژ، سرعت و بسامد نامی
بسامد نامی مولد سنکرون به سیستم قدرتی که به آن متصل است بستگی دارد. امروزه بسامدهایی که معمولاً در سیستم قدرت به کار می‌روند عبارت‌اند از Hz ۵۰ (در اروپا، آسیا و غیره)، Hz ۶۰ (در آمریکا) و Hz ۴۰۰ (برای مقاصد خاص و کاربردهای کنترلی).
اگر بسامد معلوم باشد به ازای تعداد قطب معین، سرعت چرخش برابر است با
{\displaystyle f_{e}={\frac {n_{m}\,p}{120}}}
ولتاژی که مولد برای آن طراحی شده‌است، به شار، سرعت چرخش و ساختمان مکانیکی ماشین بستگی دارد. به ازای اندازهٔ بدنه و سرعت معین، هرچه ولتاژ بیشتر باشد، شار لازم در ماشین بیشتر خواهد بود. اما شار را نمی‌توان به‌طور نامحدود زیاد کرد، زیرا همیشه یک جریان ماکزیمم مجاز جریان میدان وجود دارد.
در تعیین حداکثر ولتاژ مجاز، ولتاژ شکست عایق سیم‌پیچ در نظر گرفته می‌شود (ولتاژهای عادی نباید به مقدار ولتاژ شکست نزدیک شوند).

### توان ظاهری و ضریب توان نامی
دو عامل حدود توان ماشین‌های الکتریکی را تعیین می‌کنند: گشتاور و گرم شدن سیم‌پیچ‌ها. محور ماشین‌های سنکرون، استحکام کافی برای تحمل توان در حالت بزرگ‌تر از مقدار نامی ماشین را دارد. پس حدود عملی را گرم شدن سیم‌پیچ‌های ماشین تعیین می‌کند.
مولد سنکرون دو سیم‌پیچ دارد و هر دوی آن‌ها باید در برابر گرمای زیاد حفاظت شوند. این دو سیم‌پیچ، سیم‌پیج آرمیچر و سیم‌پیچ میدان هستند.

### کار کوتاه‌مدت
مهم‌ترین عامل محدودکنندهٔ کار حالت پایدار مولد سنکرون، گرم شدن سیم‌پیچ‌های آرمیچر و میدان آن است. اما حد گرمایی معمولاً نقطه‌ای بسیار پایین‌تر از ماکزیمم توانی که مولد از نظر عملی می‌تواند تولید کند قرار دارد. در واقع یک مولد سنکرون نوعی می‌تواند در زمان محدود تا ۳۰۰ درصد توان نامی‌اش تولید کند. (تا اینکه سیم‌پیچ‌هایش بسوزد)
مولد را می‌توان در توان‌های بیشتر از توان نامی به کار برد مشروط به آنکه قبل از برداشتن بار اضافی، سیم‌پیچ‌ها بیش از حد اضافی گرم نشده باشند. هرچه توان نامی بیشتر باشد، مدت زمانی که ماشین می‌تواند آن را تحمل کند کمتر می‌شود. ماکزیمم افزایش درجه حرارتی که ماشین می‌تواند تحمل کند به کلاس عایقی سیم‌پیچ‌هایش بستگی دارد. چهار کلاس عایقی وجود دارد: H ,F ،B ,A عموماً این کلاس‌ها به ترتیب متناظر با افزایش درجه حرارت به مقدار ۶۰، ۸۰، ۱۰۵ و ۱۲۵ درجه بیشتر از درجه حرارت محیط‌اند. هرچه کلاس عایقی یک ماشین معین بیشتر باشد توانی که بدون گرمایش بیش از حد می‌توان از آن کشید بیشتر است.
گرم‌شدن بیش از حد سیم‌پیچ‌ها مسئله‌ای بسیار جدی برای ماشین است. یک قاعده سر انگشتی قدیمی می‌گوید به ازای هر ۱۰ درجه افزایش درجه حرارت نسبت به حرارت مجاز سیم‌پیچ‌ها عمر متوسطه ماشین نصف می‌شود. حساسیت مواد عایقی امروزی نسبت به شکست کمتر از این است، اما افزایش حرارت هنوز اثر خود را دارد.

### ضریب سرویس
غالباً قبل از نصب، اندازه بار فقط به صورت تقریبی معلوم است، به همین دلیل ماشین‌هایی با کاربرد عام یک ضریب سرویس دارند. ضریب سرویس به صورت نسبت ماکزیمم توان واقعی ماشین به مقدار نامی پلاک آن تعریف می‌شود. ضریب سرویس یک محدودهٔ اطمینان برای خطای ناشی از تخمین نامناسب بار فراهم می‌کند.